# Alfred Espinas
Alfred Victor Espinas, né le 23 mai 1844 et mort le 24 février 1922 à Saint-Florentin (Yonne) est un philosophe et sociologue français.

## Biographie
Fils de pharmacien, il fait ses études secondaires au lycée de Sens, où il a pour condisciple Stéphane Mallarmé, puis à Louis-le-Grand.
Élève de l'École Normale supérieure à partir de 1864, il est en 1871 lauréat, classé premier ex aequo, de l'agrégation de philosophie. Le 8 juin 1877, il soutient ses deux thèses de doctorat ès lettres à la Faculté de Paris. La première, en français, est une étude de psychologie comparée concernant les sociétés animales. La deuxième, en latin, s'intéresse à la ville dans l’œuvre de Platon.
Il est professeur de philosophie dans les lycées de Bastia (1867), Chaumont (1868), du Havre (1871), Dijon (1873), puis dans des universités de province dont Douai (1878) et Bordeaux (1878) où il devient également le doyen de cette université de 1887 à 1890. Il enseigne jusqu'à sa retraite en 1912 l'histoire de l'économie sociale en tant que chargé de cours en 1894, en tant que professeur honoraire en 1899 et en tant que professeur en 1904 à la Faculté de lettres de Paris. Il est élu membre de l'Académie des sciences morales et politiques en 1905.
Il a collaboré avec différentes revues telles que la Revue philosophique, les Annales de la Faculté des lettres de Bordeaux, La Gironde littéraire et philosophique, la Revue internationale de l'enseignement, Archiv für Geschichte der Philosophie, la Revue de métaphysique et de morale.

## Pensée
Espinas a été influencé par les travaux d'Auguste Comte et Herbert Spencer, dont il a traduit en français les Principles of Sociology. Il a lui-même influencé le philosophe Friedrich Nietzsche.

## Ouvrages
- Des Sociétés animales, étude de psychologie comparée, éd. Germer Baillière, coll. « Bibliothèque de philosophie contemporaine » (1878) lire en ligne sur Gallica
- La Philosophie expérimentale en Italie, origines, état actuel, Éd. Germer Baillière, coll. « Bibliothèque de philosophie contemporaine » (1880) lire en ligne sur Gallica
- L'idée générale de la pédagogie (1884)
- Histoire des doctrines économiques (1891) lire en ligne sur Gallica
- Les Origines de la technologie : étude sociologique (1897) lire en ligne sur Gallica
- La Philosophie sociale du XVIIIe siècle et la Révolution, Félix Alcan, coll. « Bibliothèque de philosophie contemporaine » (1898) lire en ligne sur Gallica
- Descartes et la morale : études sur l'histoire de la philosophie de l'action (2 volumes, 1925)